# Tadarida australis
Tadarida australis är en fladdermusart som först beskrevs av Gray 1839.  Tadarida australis ingår i släktet Tadarida och familjen veckläppade fladdermöss. IUCN kategoriserar arten globalt som livskraftig. Inga underarter finns listade i Catalogue of Life.
Enligt en studie från 2015 bör arten tillsammans med Tadarida kuboriensis flyttas till det nybildade släktet Austronomus.

## Utseende
Denna fladdermus är med en kroppslängd (huvud och bål) av upp till 10 cm, en svanslängd av cirka 5,5 cm, en underarmlängd av 5,7 till 6,3 cm och en vikt av upp till 40 g störst i släktet Tadarida. Den har brun till mörkbrun päls på ryggen och främst ljusare päls på framsidan. Påfallande är två bredare vita strimmor mellan undersidans päls och flygmembranen. Huvudet kännetecknas av 2,5 cm långa spetsiga öron och en skrynklig övre läpp. Hanar och honor har vid strupen ett organ som liknar en påse. Liksom hos andra arter av samma familj är bara en liten del av svansen omsluten av flygmembranen mellan bakbenen (uropatagium).

## Utbredning och habitat
Arten förekommer i nästan hela Australien. Den saknas bara i norra delen och på Tasmanien. Tadarida australis lever i låglandet och i bergstrakter upp till 1400 meter över havet. Den kan anpassa sig till många olika habitat och den hittas även i människans samhällen.

## Ekologi
Individerna vilar bland annat i trädens håligheter eller i mursprickor i byggnader. Honor bildar före ungarnas födelse egna kolonier som är skilda från hanarna och som kan ha några hundra medlemmar. Per kull föds en unge. Populationerna vandrar före vintern till den varma norra regionen. De håller ingen vinterdvala men kan tidvis falla i ett stelt tillstånd (torpor).
Utanför parningstiden lever individerna ensam eller i små flockar med upp till 10 medlemmar. De är liksom de flesta andra fladdermöss aktiva under natten. Tadarida australis flyger ofta högt över marken och jagar flygande insekter med hjälp av ekolokalisering. Den använder ofta den bakre delen av flygmembranen som håv. Några byten plockas från marken.
Arten jagas själv av större fladdermus som Macroderma gigas samt av ugglor som större spökuggla.
Efter parningen i augusti är honorna fram till december eller januari dräktiga. Ungen diar sin mor 4 till 5 månader. Könsmognaden infaller för honor efter 8 till 9 månader och för hanar efter 16 till 22 månader. Livslängden är antagligen lika som hos andra arter av samma släkte.